# 霍羅布里夫 (利維夫州)
50°31′51″N 24°10′33″E / 50.53083°N 24.17583°E
霍羅布里夫（烏克蘭語：Хоробрів），是烏克蘭西部的村莊，隸屬利維夫州的舍普季茨基區。該村始建於1453年，面積3平方公里，2001年人口819，人口密度每平方公里273人。